# Orden de la Libertad
La Orden de la Libertad (en portugués: Ordem da Liberdade) es una orden honorífica portuguesa, creada el 4 de octubre de 1976 y destinada a distinguir servicios relevantes prestados en defensa de los valores de la civilización, en pro de la dignificación del ser humano y a favor de la causa de la libertad. El Gran Maestre de la Orden es, como en las demás Órdenes Honoríficas Portuguesas, el presidente de la República, cargo ejercido desde 2016 por Marcelo Rebelo de Sousa.

## Historia
La Orden de la Libertad fue creada tras la Revolución de 25 de abril de 1974 con el objetivo de premiar a aquellas personas que se destacaran en defensa de la libertad, de la democracia y de los derechos humanos.
La Orden de la Libertad fue instituida por el Decreto Ley n.º 709-A/76, de 4 de octubre. La Orden fue destinada a distinguir y galardonar servicios relevantes prestados a la causa de la democracia y de la libertad. Con la Orden de la Libertad fueron agraciados los militares que lideraron la Revolución de los Claveles y otras muchas personalidades que se distinguieron en la defensa de los Derechos Humanos.
En el ámbito de una subsecuente reforma de las órdenes honoríficas portuguesas, fueron ligeramente modificados sus fines, para pasar a hacer referencia a la defensa de los valores de la civilización, de la dignificación de los seres humanos y de la libertad.

## Insignias

### Distintivo
El distintivo de la Orden de la Libertad es un medallón constituido por un círculo concéntrico de esmalte blanco con una cruz griega de esmalte azul perfilada de oro, envuelto por corona circular de oro labrada en forma de rayos divergentes del centro, circundada por otra corona circular de esmalte azul-herrete fileteada de oro por el exterior, todo envuelto por once vuelos estilizados de esmalte blanco perfilados de oro y solapados alternadamente. El medallón está rematado por una llama esmaltada de rojo, realzada de oro, contenida en una capa de esmalte verde con las hojas perfiladas de oro, y la cinta amarilla con una lista concéntrica blanca.
Los colores de la Orden son el amarillo y el blanco.

### Insignias
El Gran Collar tiene como insignias un collar, una banda y una placa dorada. La Gran Cruz tiene como insignias una banda y una placa dorada. El Gran Oficial tiene como insignias una cinta para el cuello y una placa dorada. Al Comendador son atribuidas como insignias una cinta para el cuello y una placa plateada. El Oficial usa como insignias una medalla con roseta. El Caballero tiene como insignias una medalla. 
Las señoras agraciadas usan lazo en vez de cintas para el cuello y las medallas. Los lazos son grandes para los grados de Gran Oficial y Comendador, pequeño con roseta para Oficial y pequeño (simple) para Dama.

## Grados
El Presidente de la República es por razones inherentes al cargo Gran Maestre de todas las órdenes honoríficas portuguesas. Al igual que en las restantes órdenes honoríficas portuguesas, la Orden de la Libertad tiene dos categorías de miembros: titulares y honorarios. Son titulares los ciudadanos portugueses agraciados con la Orden, siendo honorarios los ciudadanos extranjeros y las instituciones o localidades nacionales y extranjeras condecoradas.
La Orden incluye seis grados, en orden decreciente de preeminencia: 
- Gran-Collar (GColL)
- Gran-Cruz (GCL)
- Gran-Oficial (GOL)
- Comendador o Comendadora (ComL)
- Oficial (OL)
- Caballero (CvL) / Dama (DmL)

Al igual que en las demás órdenes honoríficas portuguesas, el título de Miembro-Honorario (MHL) puede ser atribuido a instituciones y localidades.
Cuando se instituyó, la Orden incluía también dos medallas relacionadas: la Medalla de Oro (MOL) y la Medalla de Plata (MPL). Sin embargo, en 2011, desaparecieron estas medallas.
Más allá de los ciudadanos nacionales, también los ciudadanos extranjeros pueden ser agraciados con esta Orden.

## Consejo
Como Canciller del Consejo de las Órdenes Nacionales, que incluye la Orden de la Libertad, fue nombrada en 2016 Manuela Ferreira Leite. Ferreira Leite había sido nombrada inicialmente en 2011. Sustituyó en el cargo a Mota Amaral.

## Grandes-Collares
El Gran-Collar, generalmente reservado a Jefes de Estado, es el más alto grado de la Orden de la Libertad. 

### Gran-Maestre
- Marcelo Rebelo de Sousa, Presidente de la República Portuguesa (2016)

### Grandes-Collares Titulares
- Mário Soares, 17.º Presidente de la República Portuguesa (1996)
- Jorge Sampaio, 18.º Presidente de la República Portuguesa (2006)
- General António Ramalho Eanes, 16.º Presidente de la República Portuguesa (2015)
- Aníbal Cavaco Silva, 19.º Presidente de la República Portuguesa (2016)

### Grandes-Collares Honorarios
- François Mitterrand, Presidente de Francia (1987)
- Juan Carlos I de España (1988)
- Vaclav Havel, Presidente de la República Checa (1990)
- António Mascarenhas Monteiro, Presidente de Cabo Verde (1991)
- Patricio Aylwin, Presidente de Chile (1992)
- Miguel Trovoada, Presidente de S. Tomé y Principe (1992)
- Lech Wałęsa, Presidente de la República de Polonia (1993)
- Jelyu Jelev, Presidente de Bulgaria (1994)
- Fernando Henrique Cardoso, Presidente de Brasil (1995)
- Sam Nujoma, Presidente de Namíbia (1995)
- Luiz Inácio Lula da Silva, Presidente de Brasil (2003)
- Kofi Annan, Secretario General de Naciones Unidas (2005)
- Joaquim Chissano, Antiguo Presidente de Mozambique (2016)
- Felipe VI de España (2018)

## Premiados
| Miembros de la Orden de la Libertad            |     | Categorías | Artículos |
| Grandes Collares de la Orden de la Libertad    | 17  |            |           |
| Grandes Cruces de la Orden de la Libertad      | 73  |            |           |
| Grandes Oficiales de la Orden de la Libertad   | 42  |            |           |
| Comendadores de la Orden de la Libertad        | 25  |            |           |
| Oficiales de la Orden de la Libertad           | 17  |            |           |
| Caballeros de la Orden de la Libertad          | 0   |            |           |
| Medallas de Oro de la Orden de la Libertad     | 0   |            |           |
| Medallas de Plata de la Orden de la Libertad   | 0   |            |           |
| Miembros Honorarios de la Orden de la Libertad | 44  |            |           |
| Total de personas e instituciones premiadas    | 202 |            |           |

Desde la creación en 1976 fueron registrados 499 miembros de la Orden de la Libertad. Entre los 405 miembros titulares hay 4 Grandes Collares, 110 Grandes Cruces, 120 Grandes Oficiales, 134 Comendadores, 28 Oficiales y 9 Caballeros o Damas.
Entre los 94 miembros honorarios encontramos 13 Grandes Collares, 16 Grandes Cruces, 8 Grandes Oficiales, 5 Comendadores y 8 Oficiales, más allá de 44 miembros honorarios, 43 entidades portuguesas y una entidad extranjera (Amnistía Internacional).
Entre los distinguidos con la Orden de la Libertad están las siguientes personalidades, instituciones y localidad, ordenadas cronológicamente:
| Nombre                                               | Grado | Fecha      | Notas                 |
| ---------------------------------------------------- | ----- | ---------- | --------------------- |
| António Ferreira Gomes                               | GCL   | 1980-04-22 |                       |
| Salgueiro Maia                                       | GCL   | 1983-09-24 |                       |
| Tomás de Fonseca                                     | ComL  | 1984-12-12 | a título póstumo      |
| José Gomes Ferreira                                  | GOL   | 1985-10-01 |                       |
| Aristides de Sousa Mendes                            | OL    | 1986-11-15 | a título póstumo      |
| Asociación Académica de Coimbra                      | MHL   | 1989-04-12 |                       |
| Nelson Mandela                                       | GCL   | 1991-04-22 | ciudadano sudafricano |
| Jorge Campinos                                       | GCL   | 1994-08-24 | a título póstumo      |
| José Manuel Cipriano Mouzinho de Albuquerque Duarte  | GOL   | 1995-06-09 | a título póstumo      |
| Mário Suenes                                         | GColL | 1996-03-09 |                       |
| Alberto Martins                                      | GCL   | 1999-06-09 |                       |
| António Borges Coutinho                              | GOL   | 2001-09-03 |                       |
| Ramalho Eanes                                        | GCL   | 2004-04-25 |                       |
| Kalidás Barreto                                      | GOL   | 2004-04-25 |                       |
| Fernando Rosas                                       | ComL  | 2006-01-30 |                       |
| Rui Pereira                                          | ComL  | 2006-01-30 |                       |
| Jorge Sampaio                                        | GColL | 2006-03-09 |                       |
| Mário Montalvão Hacha                                | GCL   | 2007-12-05 |                       |
| Albino Aroso                                         | GOL   | 2008-06-06 |                       |
| Asociación de los Deficientes de las Fuerzas Armadas | MHL   | 2008-12-19 |                       |
| Paulo de Carvalho                                    | OL    | 2009-06-08 |                       |
| António Barbosa de Melo                              | GCL   | 2011-04-25 |                       |
| Artur Santos Silva                                   | GCL   | 2011-04-25 |                       |
| Francisco Pinto Balsemão                             | GCL   | 2011-04-25 |                       |
| Isabel de la Nóbrega                                 | GOL   | 2011-04-25 |                       |
| Maria Viejo de la Costa                              | GOL   | 2011-04-25 |                       |
| Luís Filipe Costa                                    | ComL  | 2011-04-25 |                       |
| Pedro Osório                                         | ComL  | 2011-04-25 |                       |
| Banco Alimentario Contra el Hambre                   | MHL   | 2011-04-25 |                       |
| João Paulo de la Costa de Silva                      | GOL   | 2011-06-10 |                       |
| Santarém                                             | MHL   | 2015-04-25 |                       |

## Lista de localidades agraciadas con la Orden de la Libertad
Las siguientes localidades portuguesas fueron agraciadas con la Orden de la Libertad:
| Blasón | Localidad          | Grado             | Alvará              | Concessor                |
| ------ | ------------------ | ----------------- | ------------------- | ------------------------ |
|        | Ciudad de Aveiro   | Miembro-Honorário | 23 de marzo de 1998 | Presidente Jorge Sampaio |
|        | Vila del Couço     | Miembro-Honorário | 9 de junio de 2000  | Presidente Jorge Sampaio |
|        | Ciudad de Santarém | Miembro-Honorário | 25 de abril de 2015 | Presidente Cavaco Silva  |